# Pierre Ferri-Pisani
Pour les articles homonymes, voir Ferri, Pisani et Ferri-Pisani.
Pierre Ferri-Pisani, né le 30 novembre 1901 à Marseille et mort dans la même ville le 21 octobre 1963 est un homme politique et syndicaliste français qui fut déporté à cause de ses activités de résistant pendant l'Occupation.

## Biographie

### Jeunesse et études
Pierre Ferri-Pisani naît le 30 novembre 1901 à Marseille. Ses parents sont corses, et son père provient d'une vieille famille de Bocognano. Pierre fait ses études à l’École pratique d'industrie de Marseille, puis au lycée Thiers. Il rejoint enfin l'École nationale supérieure maritime de Marseille. Il en est diplômé en 1918.

### Parcours professionnel

#### Premières années dans le syndicalisme
Du fait de déficiences visuelles, Ferri-Pisani ne peut devenir capitaine au long cours comme il le souhaitait à sa sortie de l'école. Il effectue son service militaire dans la marine, à Toulon. Il passe le concours d'ingénieur adjoint des travaux publics, est admissible, mais renonce au poste. Il est nommé architecte-voyer à Menzel Bourguiba, en Tunisie.
En 1925, il rencontre Simon Sabiani dont il devient le secrétaire particulier. En mai 1927, il est élu à la tête du syndicat des inscrit maritimes ce qui permet à Sabiani de contrôler une organisation représentant cinq mille marins. 
Mais après les élections municipales de mai 1929, où Sabiani a permis à Siméon Flaissières d'être réélu maire de Marseille contre Henri Tasso et la SFIO, il rejoint ces derniers. 
En octobre 1931, il se présente aux élections cantonales contre Sabiani à qui il reproche dans le « Populaire de Provence » d'être devenu un aventurier, qui a oublié ses origines prolétariennes et qui est désormais au service de ses intérêts personnels. Après une campagne électorale épique semée de rixes et de coups de feu, il est battu par Sabiani, le seul de son camp élu au Conseil Général.
En 1936, il se rapproche des communistes dont il ne tardera pas à redevenir l'ennemi implacable. En vue des élections municipales qui ont lieu en mai 1935, socialistes et communistes se sont en effet unis pour barrer la route à la liste Ribot-Sabiani. Élu conseiller municipal sur la liste du nouveau maire, Henri Tasso, il sera son adjoint à la voirie jusqu'en octobre 1938, date à laquelle il démissionne en solidarité avec son ami Jean Cavanelli, adjoint aux Finances, obligé lui-même de démissionner à la suite d'un conflit avec Noël Carrega, un responsable de la CGT (réunifiée en mars 1936), sur le nombre pléthorique d'employés municipaux.

#### De la guerre d'Espagne à la Seconde guerre mondiale
Pendant la guerre d'Espagne, il participe à l'envoi d'armes pour soutenir le gouvernement républicain.
Après l'armistice de 1940, il est assigné à résidence à Pélissanne par le régime de Vichy. Il rejoint ensuite le réseau de résistance Franc-Tireur de Marseille lorsque l'armée allemande envahit la zone sud en novembre 1942. Au printemps 1943, il est parmi les nombreuses victimes de l'une des plus importantes opérations menée contre la Résistance de la zone sud par Dunker-Delage, chef de la SIPO et du SD de Marseille. Arrêté par la Gestapo le 19 avril 1943, il est déporté à Buchenwald, puis dans les mines de sel de Magdebourg.

#### Retour à Marseille
Alors qu'on le croyait mort, Ferri-Pisani revient à Marseille en été 1945. Il veut récupérer sa place à la tête de la SFIO et de la CGT, mais il se heurte à la nouvelle génération socialiste dirigée par Gaston Defferre.
Éliminé de la SFIO, il se consacre alors à l'activité syndicale à un moment où s'est constituée une fraction dirigée par Léon Jouhaux et surtout Robert Bothereau qui refuse l'hégémonie communiste dans la CGT et va provoquer une scission syndicale à l'origine du syndicat Force Ouvrière. Ferri-Pisani milite activement à Marseille pour cette scission qui reçoit l'appui logistique et financier de la CIA via l'AFL-CIO et l'une de ses branches étrangères FTUC (Free Trade Union Committee) dirigée par un agent de la CIA, Jay Lovestone (en) et son ami Irving Brown dans le but d'affaiblir la Fédération syndicale mondiale ». Lorsque Force Ouvrière se constitue le 12 avril 1948, Ferri-Pisani devient président de la Fédération nationale de la marine marchande du nouveau centrale syndicale et il est de ceux, comme Augustin Marsily, responsable du syndicats des dockers qui recevront des subsides d'Irving Brown pour faire vivre leur syndicat.
Les trois hommes se retrouveront dans les années suivantes car, entre 1949 et 1952, le port de Marseille est l'enjeu d'une terrible bataille entre les partisans des guerres de Corée et d'Indochine qui vont faire cause commune pour le contrôler contre les marins et dockers de la CGT soutenus par le Parti Communiste qui s'opposent à ces deux guerres. Après avoir créé en avril 1950, "un comité de vigilance méditerranéen" des gens de mer, Ferry-Pisani et Marsily participent avec Irving Brown à un congrès de l’Internationale des ouvriers du transport qui se tient à Marseille et dont le but est d'"étudier les moyens de prévenir les arrêts de travail et prendre toutes dispositions utiles de déchargement du matériel de guerre », ces moyens comprenant l’utilisation de "nervis" du milieu marseillais que Ferry-Pisani et Marsilly recruteront, avec l'aide des grands parrains que sont les frères Guérini, et que la CIA paiera. Le rôle et les méthodes de la CIA à cette époque seront confirmés par Gaston Defferre et par Thomas W. Braden, ancien dirigeant de la CIA. 
Si cette offensive anticommuniste fut une réussite sur le plan immédiat obligeant marins et dockers marseillais à reculer, elle n'empêchera pas la France d'être obligée de se retirer du Viêt Nam. Déçu par le cours de la politique générale, et notamment par la gestion politique de la crise algérienne par le général de Gaulle, Ferri-Pisani se suicide le 21 octobre 1963.